# كالفين سي. بليس
كالفين سي. بليس هو سياسي أمريكي، ولد في 22 ديسمبر 1823 في كاليس في الولايات المتحدة، وتوفي في 13 ديسمبر 1891. انتخب نائب حاكم أركنساس ‏.